# The Weepies
The Weepies was een Amerikaans folkrockduo uit Cambridge, Massachusetts. Het duo bestond uit Deb Talan en Steve Tannen.

## Geschiedenis
Talan en Tannen genoten een eigen singer-songwriter-carrière en waren fan van elkaars werk toen zij elkaar in 2001 ontmoetten bij een optreden van Tannen in Cambridge. In 2003 verscheen hun debuutalbum Happiness. In 2005 tekenden ze bij het Canadese label Nettwerk. Bij dit label werd in 2006 Say I Am You uitgebracht. In 2007 trouwden ze met elkaar. De albums Hideaway en Be My Thrill volgden in respectievelijk 2008 en 2010. In 2011 verliet de band Nettwerk.
In 2013 werd Talan gediagnosticeerd met borstkanker. Een half jaar later, in juni 2014, deelden ze mee dat de ziekte in remissie was. Hierop volgde de aankondiging van het album Sirens dat in 2015 verscheen, opnieuw via het label Nettwerk.
In 2020 scheidden Talan en Tannen van elkaar. Ze gaven hun laatste optredens in januari 2022.

## Albums
- Happiness, 2003
- Say I Am You, 2006
- Hideaway, 2008
- Be My Thrill, 2010
- Sirens, 2015